# Evan Gattis
James Evan Gattis (18 de agosto de 1986) es un exreceptor y bateador designado estadounidense de béisbol profesional que jugó en la Grandes Ligas con los Atlanta Braves y Houston Astros. Es apodado "El Oso Blanco" por su poder al bate y su gran barba.

## Primeros años
Gattis nació en Dallas, Texas el 18 de agosto de 1986. Se crio en Farmers Branch, Texas, y comenzó a jugar béisbol a la edad de seis años. Sus padres se divorciaron cuando él tenía ocho años y, a los 15, se mudó a Forney, Texas. Debido a que estaba tan concentrado en el béisbol, nunca procesó el divorcio de sus padres.
Gattis jugó para los Dallas Tigers, uno de los principales equipos amateurs en el área metropolitana de Dallas-Fort Worth. Jugó en equipos All-Star itinerantes y en los Juegos Olímpicos Juveniles. Asistió a varias escuelas secundarias en el área de Dallas, incluida la escuela secundaria R. L. Turner, la escuela secundaria Forney y la escuela secundaria Bishop Lynch, para poder jugar para entrenadores específicos.
Proyectado como una posible selección de draft en las primeras ocho rondas del draft de 2004, Gattis en cambio insinuó que tenía la intención de asistir a la universidad y jugar béisbol universitario. Si bien Rice University le ofreció una beca para jugar en la primera base, aceptó una oferta de Texas A&M University, que quería que jugara como su receptor. Sin embargo, el divorcio de sus padres y la ansiedad derivada del miedo a fracasar en el béisbol universitario llevaron a Gattis a abusar del alcohol y la marihuana. No fue reclutado en el draft de 2004.
En lugar de ir a la universidad, la madre de Gattis lo llevó a un centro de rehabilitación de drogadictos, donde estuvo internado durante treinta días. Luego fue a Prescott, Arizona, donde tuvo tres meses de terapia ambulatoria mientras vivía en un centro de rehabilitación.
Gattis se inscribió en Seminole State College, una escuela secundaria en Seminole, Oklahoma, después de recibir una llamada telefónica de reclutamiento del entrenador del equipo. Gattis vistió la camiseta roja como estudiante de primer año y jugó durante media temporada en 2006. Se lesionó la rodilla en Seminole State, lo que lo llevó a dejar el béisbol y abandonar la universidad.
El primer trabajo de Gattis después de dejar el béisbol fue como aparcacoches en Dallas. Luego visitó a su hermana en Boulder, Colorado, y decidió residir allí. Después de vender su camioneta, Gattis trabajó como jefe de cocina en una pizzería y como operador de remonte en Eldora Mountain Resort. Deprimido, sin poder dormir y pensando en quitarse la vida, Gattis fue ingresado en una sala psiquiátrica durante una semana en el verano de 2007. Se le diagnosticó depresión clínica y un trastorno de ansiedad. Fue puesto al cuidado de su padre. Después de vivir en Colorado durante siete meses, Gattis se mudó a Dallas con su hermano, donde trabajaron como conserjes para Datamatics Global Services. Allí conoció a un consejero espiritual de la Nueva Era y, siguiendo su consejo, la siguió a Taos, Nuevo México. Allí vivió en un albergue y trabajó en una estación de esquí.Tres meses después, se mudó a California para encontrar más gurús espirituales. Gattis también se mudó a Wyoming, donde trabajó en el parque nacional Yellowstone. Gattis decidió regresar al béisbol en 2010. Su hermanastro, Drew Kendrick, era un jugador de béisbol universitario en la Universidad de Texas de Permian Basin. Brian Reinke, el entrenador de los Falcons de Texas-Permian Basin, recordó a Gattis de su carrera en la escuela secundaria y le ofreció un lugar en el equipo.

## Carrera profesional

### Atlanta Braves
Gattis fue seleccionado en la ronda 23 del draft de 2010 por los Bravos de Atlanta. Luego de mostrar un gran rendimiento a diferentes niveles de las ligas menores y en la Liga Venezolana de Béisbol Profesional, los Bravos invitaron a Gattis a los entrenamientos primaverales de 2013, logrando ser seleccionado para la plantilla del Día Inaugural debido a la lesión del receptor titular, Brian McCann. Debutó en Grandes Ligas el 3 de abril de 2013, y conectó su primer hit en su segundo turno al bate, un jonrón ante Roy Halladay. Fue nombrado Novato del Mes de la Liga Nacional en abril, en el cual bateó para .250 con seis jonrones, 16 carreras impulsadas y .566 de slugging. Para el mes de mayo también fue galardonado con dicho premio gracias a que bateó para .303 con seis jonrones, 16 carreras impulsadas y .683 de slugging, con lo que se convirtió en el primer novato en ganar el premio en meses consecutivos desde Jason Heyward en 2010.

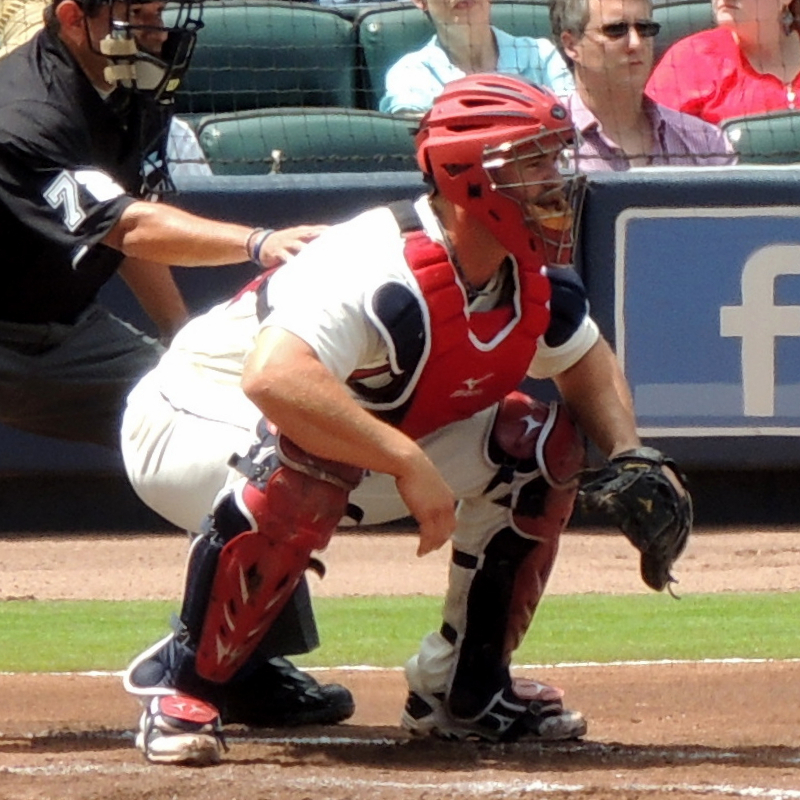
Gattis jugando como receptor para los Bravos de Atlanta en 2013.

Desde el 19 de junio hasta el 14 de julio fue colocado en la lista de lesionados debido a una distensión del músculo oblicuo, y a partir de entonces disminuyó su rendimiento, por lo que perdió tiempo de juego. El 31 fue bajado a los Gwinnett Braves de la Liga Internacional de Clase AAA para que jugara regularmente. Fue llamado nuevamente el 3 de septiembre, y finalizó la temporada bateando para promedio de .243 con 21 jonrones y 65 carreras impulsadas. Finalizó en el séptimo lugar de las votaciones para Novato del Año de la Liga Nacional.
En el receso de temporada Gattis se sometió a una cirugía para retirar una astilla de hueso en la rodilla. Fue nombrado receptor titular del equipo para la temporada 2014 debido a la partida de McCann a los Yanquis de Nueva York, mientras que Gerald Laird permaneció como receptor suplente. En junio Gattis tuvo una racha de 20 juegos conectando de hit. El 30 de junio fue colocado en la lista de lesionados debido a una hernia de disco en la espalda superior, y se reincorporó al equipo el 21 de julio.

### Houston Astros
El 14 de enero de 2015, los Bravos transfirieron a Gattis y a James Hoyt a los Astros de Houston a cambio de Mike Foltynewicz, Andrew Thurman y Rio Ruiz. Durante la temporada 2015, conectó 27 jonrones en una marca personal de 604 turnos al bate, jugando principalmente como el bateador designado del equipo.
El 16 de febrero de 2016, Gattis acordó un contrato de un año por $3,3 millones con los Astros, con opción del club para el 2017. Se perdió los entrenamientos primaverales debido a la operación de una hernia que se realizó en febrero. Fue reactivado en abril, pero el 7 de mayo fue enviado a los Corpus Christi Hooks de la Liga de Texas de Clase AA para jugar nuevamente como receptor.
En 2017, Gattis participó en 84 juegos, principalmente como suplente de Brian McCann, y registró promedio de .263 con 12 jonrones y 55 impulsadas. En la postemporada, registró promedio de .267 con ocho hits en 30 turnos al bate, y fue parte del equipo que ganó la Serie Mundial de 2017 ante los Dodgers de Los Ángeles.
Al finalizar la temporada 2018 se convirtió en agente libre, y anunció oficialmente su retiro como jugador profesional el 27 de marzo de 2020 en un pódcast realizado junto a su excompañero Eric O'Flaherty.